# Casa Leopoldo Suqué
La Casa Leopoldo Suqué o Cal Suqué és un edifici del municipi de Reus (Baix Camp) inclòs en l'Inventari del Patrimoni Arquitectònic de Catalunya.

## Descripció
És una casa de planta baixa, entresòl (tot corresponent a la zona porxada) i tres pisos més. El conjunt és simètric. Hi ha sis mòduls repetitius. Des de la planta baixa, en primer lloc, hi ha els pilars de secció quadrada i formant arcs de mig punt; balcons independents amb porticons, muntants neoclàssics i dues mènsules per a cada unitat. La cornisa està recolzada amb mènsules repetitives, gairebé a la mateixa alçada que les corresponents al Teatre Fortuny i la Casa Beringola, donant un sentit d'unitat a les façanes dels tres edificis i, per acabar, existeix un mur balustrat amb els seus corresponents pilars. Les baranes dels balcons són totes iguals, amb ferros forjats bastant senzills.
Als baixos de l'edifici hi va haver durant molts anys el Cafè de París, convertit després en el Bar Solsis. L'ocupà també la delegació a Reus de la Banca Catalana. Actualment hi ha un comerç d'òptica.

## Història
La casa està construïda en una part del que fou convent de les monges Carmelites, que va ser expropiat i enderrocat per la Junta Revolucionària de Reus el 1868, a l'inici del Sexenni democràtic. La va construir Leopold Suqué, un important hisendat i fabricant reusenc, pare del diplomàtic Antoni Suqué. Va ser un dels fundadors de la societat El Círcol i va contribuir a sostenir-la econòmicament. La petició del permís d'obra és de 1879.